# NGC 5965
NGC 5965 (również PGC 55459 lub UGC 9914) – galaktyka spiralna (Sc), znajdująca się w gwiazdozbiorze Smoka w odległości 150 milionów lat świetlnych. Została odkryta 5 maja 1788 roku przez Williama Herschela. Galaktyka ta ma 200 tys. lat świetlnych średnicy.

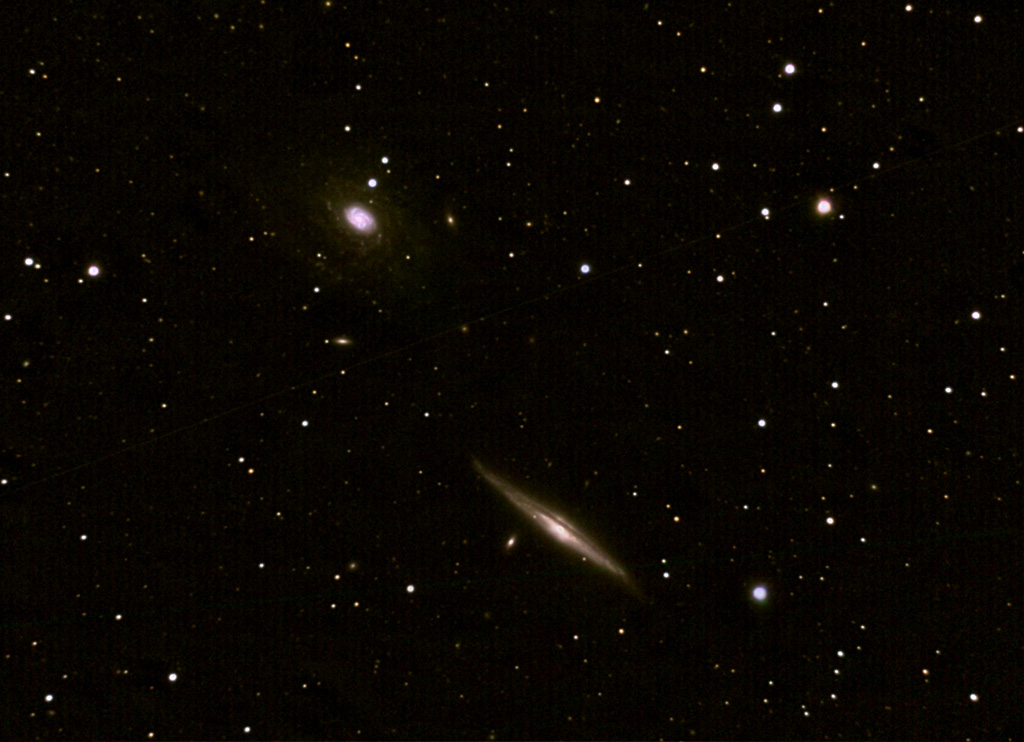
NGC 5965 (u dołu) i NGC 5963 (powyżej, ze słabo widoczną strukturą spiralną)

Jest to galaktyka z aktywnym jądrem typu LINER.
Wizualnie znajduje się w pobliżu NGC 5963, lecz w rzeczywistości obie galaktyki dzieli duża odległość. Jest ona ułożona prawie bokiem do naszej linii wzroku oraz zdominowana przez odcienie koloru żółtego.
W galaktyce NGC 5965 zaobserwowano supernową SN 2001cm.